# Autoball (TV total)
Die Autoball-WM oder Autoball-EM ist ein von 2008 bis 2014 und seit 2022 durchgeführter Wettbewerb und handelt von einer sich um eine Ballsportart der Gattung Torspiel, bei der zwei oder mehrere Personen mit dem Ziel gegeneinander antreten, mit ihren PKWs mehr Tore als der Gegner zu erzielen und so das Spiel zu gewinnen. Der Autoball-Sport wird in der Regel nur im Rahmen der Sendung TV total praktiziert.
Der alle zwei Jahre ausgetragene Wettbewerb wird vom deutschen Privatsender ProSieben live ausgestrahlt, seit 2010 wird die Sendung als Dauerwerbesendung deklariert. Sie ist wie alle TV total-Sportveranstaltungen prinzipiell wie eine reguläre Sport-Übertragung aufgebaut, jedoch sind nahezu alle Teilnehmer Prominente aus den Bereichen Sport und Unterhaltung, zudem spielen humoristische sowie musikalische Elemente eine tragende Rolle. 
An den bisherigen Meisterschaften nahmen jeweils acht Nationen teil. Teilnehmer sind jedoch nicht Motorsport-Leistungssportler, sondern für jedes Land tritt ein mehr oder weniger begabter prominenter Fahrer aus diesem Land an. Gespielt wird zunächst eine Vorrunde in zwei Vierergruppen, von denen sich die beiden besten Spieler für das Halbfinale qualifizieren. Die beiden Sieger der Halbfinale treten dann im Finale gegeneinander an.

## Überblick

### Ausstrahlungen
| Ausgabe                  | Datum         | Veranstaltungsort         | Moderation          | 1. Co-Moderator/in  | 2. Co-Moderator/in | Kommentator     |
| ------------------------ | ------------- | ------------------------- | ------------------- | ------------------- | ------------------ | --------------- |
| Europameisterschaft 2008 | 6. Juni 2008  | Lanxess Arena Köln        | Oliver Welke        | Matthias Opdenhövel | Sonya Kraus        | Frank Buschmann |
| Weltmeisterschaft 2010   | 4. Juni 2010  | Lanxess Arena Köln        | Matthias Opdenhövel | Elton               | Sonya Kraus        | Frank Buschmann |
| Europameisterschaft 2012 | 2. Juni 2012  | Lanxess Arena Köln        | Steven Gätjen       | Elton               | –                  | Frank Buschmann |
| Weltmeisterschaft 2014   | 7. Juni 2014  | Lanxess Arena Köln        | Steven Gätjen       | Elton               | –                  | Frank Buschmann |
| Weltmeisterschaft 2022   | 16. Dez. 2022 | ZAG-Arena, Hannover       | Steven Gätjen       | Andrea Kaiser       | –                  | Robert Hunke    |
| Europameisterschaft 2024 | 8. Juni 2024  | PSD Bank Dome, Düsseldorf | Steven Gätjen       | Laura Hofmann       | –                  | Elmar Paulke    |

### Titelverteidiger
| Ausgabe                  | Sieger            |
| ------------------------ | ----------------- |
| Europameisterschaft 2008 | Stefan Raab       |
| Weltmeisterschaft 2010   | Giovanni Zarrella |
| Europameisterschaft 2012 | Giovanni Zarrella |
| Weltmeisterschaft 2014   | Giovanni Zarrella |
| Weltmeisterschaft 2022   | Stefano Zarrella  |
| Europameisterschaft 2024 | Joey Kelly        |

## Regeln
Beim Autoball-Sport spielen jeweils zwei einzelne Fahrer eins gegen eins in prinzipiell normalen Autos (2008 mit einem VW Fox 2010–2014 mit einem VW Polo, 2022 mit einem Opel Corsa C), wie sie auch im normalen Straßenverkehr fahren, mit einem großen Ball gegeneinander. Die Spielzeit beträgt fünf Minuten, im Finale acht Minuten. Steht es danach in einem K.-o.-Spiel unentschieden, gibt es ein Sudden-Death-Elfmeterschießen, d. h. sobald einer der beiden Fahrer trifft und der andere nicht, ist das Spiel entschieden. Es gibt keine starre Anzahl von Elfmetern wie beim Fußball. Die Elfmeterregel musste bisher nur beim Finale der Autoball-WM 2010 und im Halbfinale der Autoball-WM 2022 zwischen Italien und Deutschland, angewendet werden. Seit der Autoball-EM 2012 gibt es nach der regulären Spielzeit zwei Minuten Verlängerung. Steht es danach immer noch unentschieden, so gibt es Sudden-Death-Overtime, solange bis einer ein Tor schießt. Die Zeit wird bei Spielunterbrechungen und Toren gestoppt. Fällt wenige Sekunden vor Ende einer Partie ein Tor oder spielen zwei Mannschaften gegeneinander, die keine Chance mehr auf das Halbfinale haben, wird die Uhr bei allen Unterbrechungen weiterlaufen gelassen.
Der Ball wiegt nach Angaben von ProSieben etwa 15 kg und hat einen Durchmesser von über zwei Metern. Da die Hülle des Balls sehr dünn ist, geht dieser auch häufig kaputt; daher wird immer eine ausreichend große Anzahl von Bällen bereitgestellt. Um das Platzen der Bälle zu vermeiden, wird die Spielfläche insbesondere nach Zusammenstößen mit verlorenen Fahrzeugteilen, sorgfältig gereinigt. Außerdem werden wegstehende, scharfe Teile und Kanten an den Autos abgeklebt, die nach Zusammenstößen entstehen.
Für spielwidriges und unsportlichem Verhalten werden auch Strafen verhängt: Bei absichtlichen Zusammenstößen gibt es meist einen Freistoß oder eine gelbe Karte. Bekommt der Fahrer eine weitere gelbe Karte, gibt es einen Strafstoß. Rote Karten mussten keine vergeben werden. Die Einhaltung der Regeln obliegt einem Schiedsrichter.
Die Fahrer besitzen jeweils zwei weitere Ersatzfahrzeuge, damit sie bei technischen Defekten oder zu großen Zerstörungen auf ein funktionierendes umwechseln können. Den Zeitpunkt kann jeder Fahrer selbst entscheiden. Meist zeigen dies die Fahrer durch Handzeichen oder das Winken eines weißen Tuches an. Daraufhin wird das Spiel unterbrochen und das Auto wird von den Technikern untersucht. Stellt sich die Meldung als Irrtum heraus, d. h. das Auto war dennoch fahrbar, gibt es für denjenigen die gelbe Karte und der Gegner einen Frei- oder Strafstoß. Bei der Autoball-WM 2014 bekam die Türkei aber lediglich eine gelbe Karte für diesen Verstoß.
Geht der Ball über die Bandenbegrenzung des Spielfeldes hinaus, wird der Ball an der gleichen Stelle wieder eingeworfen. Um die Autos aufs und vom Spielfeld zu fahren, wird eines der Tore zur Seite geschoben.

## Besonderheiten der Shows
Erzielt ein Spieler mit seinem Auto ein Tor, wird eine Passage aus einem stets gleichen Lied mit Bezug zu seinem Land eingespielt, z. B. bei einem Tor für Irland das Lied An Angel der Kelly Family, für Italien Pizza wunderbar von De Höhner, für Deutschland Ich liebe deutsche Land von Verna Mae Bentley-Krause, für England Three Lions von The Lightning Seeds.

## Europameisterschaft 2008
Am Freitag, 6. Juni 2008, einen Tag vor der Eröffnung der Fußball-Europameisterschaft 2008, veranstaltete Stefan Raab in der Lanxess Arena die TV total Autoball-Europameisterschaft 2008. Insgesamt ermittelten acht Länderteams mit prominenter Besetzung in der Lanxess Arena den ersten Autoball-Europameister. 
Moderiert wurde die Sendung von Oliver Welke. Matthias Opdenhövel und Sonya Kraus waren als Reporter vor Ort unterwegs. Kommentator war Frank Buschmann.

### Teilnehmer
| Land                    | Teilnehmer            |
| ----------------------- | --------------------- |
| Deutschland             | Stefan Raab           |
| Irland                  | Joey Kelly            |
| Italien                 | Giovanni Zarrella     |
| Schweiz                 | Patrick Nuo           |
| Türkei                  | Bülent Ceylan         |
| Bosnien und Herzegowina | Sergej Barbarez       |
| Österreich              | Thomas Muster         |
| Polen                   | Dariusz Michalczewski |

### Spielplan
Gruppe A
| Pl. | Land    | Sp. | S | U | N | Tore    | Punkte |
| --- | ------- | --- | - | - | - | ------- | ------ |
| 1.  | Irland  | 3   | 2 | 1 | 0 | 007:300 | 07     |
| 2.  | Italien | 3   | 1 | 1 | 1 | 009:400 | 04     |
| 3.  | Schweiz | 3   | 0 | 2 | 1 | 004:700 | 02     |
| 4.  | Türkei  | 3   | 0 | 2 | 1 | 004:100 | 02     |

|         |   |         |     |
| Italien | – | Irland  | 1:2 |
| Schweiz | – | Türkei  | 2:2 |
| Irland  | – | Schweiz | 4:1 |
| Italien | – | Türkei  | 7:1 |
| Italien | – | Schweiz | 1:1 |
| Türkei  | – | Irland  | 1:1 |

Gruppe B
| Pl. | Land                | Sp. | S | U | N | Tore    | Punkte |
| --- | ------------------- | --- | - | - | - | ------- | ------ |
| 1.  | Deutschland         | 3   | 2 | 0 | 1 | 009:500 | 06     |
| 2.  | Bosnien-Herzegowina | 3   | 1 | 2 | 0 | 006:400 | 05     |
| 3.  | Österreich          | 3   | 1 | 1 | 1 | 005:400 | 04     |
| 4.  | Polen               | 3   | 0 | 1 | 2 | 002:900 | 01     |

|             |   |                     |     |
| Deutschland | – | Polen               | 6:1 |
| Österreich  | – | Bosnien-Herzegowina | 2:2 |
| Polen       | – | Österreich          | 0:2 |
| Deutschland | – | Bosnien-Herzegowina | 1:3 |
| Polen       | – | Bosnien-Herzegowina | 1:1 |
| Deutschland | – | Österreich          | 2:1 |

Finalrunde
|             |   |                     |     |
| Halbfinale  |   |                     |     |
| Irland      | – | Bosnien-Herzegowina | 5:4 |
| Deutschland | – | Italien             | 5:3 |

|        |   |             |     |
| Finale |   |             |     |
| Irland | – | Deutschland | 1:2 |

## Weltmeisterschaft 2010
Das zweite Autoball-Event, die TV total Autoball Weltmeisterschaft 2010, fand am 4. Juni 2010, eine Woche vor Beginn der Fußball-Weltmeisterschaft 2010, statt. Austragungsort war wieder die Lanxess Arena in Köln.
Das Event wurde von Matthias Opdenhövel, Elton und Sonya Kraus moderiert. Kommentator war Frank Buschmann.

### Teilnehmer
| Land        | Teilnehmer        |
| ----------- | ----------------- |
| Deutschland | Stefan Raab       |
| Irland      | Joey Kelly        |
| Italien     | Giovanni Zarrella |
| Frankreich  | Henri Leconte     |
| Brasilien   | Aílton            |
| England     | Ross Antony       |
| Niederlande | Harry Wijnvoord   |
| Ghana       | Daniel Aminati    |

### Spielplan
Gruppe A
| Pl. | Land       | Sp. | S | U | N | Tore    | Punkte |
| --- | ---------- | --- | - | - | - | ------- | ------ |
| 1.  | Italien    | 3   | 2 | 1 | 0 | 009:400 | 07     |
| 2.  | Irland     | 3   | 2 | 0 | 1 | 006:500 | 06     |
| 3.  | Frankreich | 3   | 1 | 1 | 1 | 004:300 | 04     |
| 4.  | Brasilien  | 3   | 0 | 0 | 3 | 001:800 | 0      |

|            |   |            |     |
| Italien    | – | Irland     | 4:2 |
| Frankreich | – | Brasilien  | 2:0 |
| Irland     | – | Frankreich | 2:1 |
| Italien    | – | Brasilien  | 4:1 |
| Italien    | – | Frankreich | 1:1 |
| Irland     | – | Brasilien  | 2:0 |

Gruppe B
| Pl. | Land        | Sp. | S | U | N | Tore    | Punkte |
| --- | ----------- | --- | - | - | - | ------- | ------ |
| 1.  | Deutschland | 3   | 3 | 0 | 0 | 011:500 | 09     |
| 2.  | Ghana       | 3   | 1 | 1 | 1 | 012:700 | 04     |
| 3.  | England     | 3   | 1 | 1 | 1 | 006:700 | 04     |
| 4.  | Niederlande | 3   | 0 | 0 | 3 | 005:150 | 0      |

|             |   |             |     |
| Ghana       | – | Deutschland | 4:5 |
| Niederlande | – | England     | 3:5 |
| England     | – | Ghana       | 1:1 |
| Deutschland | – | Niederlande | 3:1 |
| Ghana       | – | Niederlande | 7:1 |
| Deutschland | – | England     | 3:0 |

Finalrunde
|            |   |             |     |
| Halbfinale |   |             |     |
| Italien    | – | Ghana       | 3:1 |
| Irland     | – | Deutschland | 0:5 |

|         |   |             |           |
| Finale  |   |             |           |
| Italien | – | Deutschland | 7:6 n. E. |

## Europameisterschaft 2012
Das dritte Autoball-Event, die TV total Autoball-Europameisterschaft 2012, fand am 2. Juni 2012, rund eine Woche vor Beginn der Fußball-Europameisterschaft 2012, in der Lanxess-Arena in Köln statt.
Moderator der Sendung war Steven Gätjen, Fieldreporter Elton und Kommentator Frank Buschmann.

### Teilnehmer
| Land        | Teilnehmer        |
| ----------- | ----------------- |
| Deutschland | Stefan Raab       |
| Irland      | Joey Kelly        |
| Italien     | Giovanni Zarrella |
| Österreich  | Christian Clerici |
| Portugal    | Manuel Cortez     |
| Türkei      | Eko Fresh         |
| Niederlande | Harry Wijnvoord   |
| England     | Ross Antony       |

### Spielplan
Gruppe A
| Pl. | Land       | Sp. | S | U | N | Tore    | Punkte |
| --- | ---------- | --- | - | - | - | ------- | ------ |
| 1.  | Italien    | 3   | 3 | 0 | 0 | 018:200 | 09     |
| 2.  | Österreich | 3   | 2 | 0 | 1 | 010:100 | 06     |
| 3.  | Portugal   | 3   | 1 | 0 | 2 | 009:100 | 03     |
| 4.  | Türkei     | 3   | 0 | 0 | 3 | 003:180 | 0      |

|            |   |            |     |
| Italien    | – | Österreich | 4:0 |
| Portugal   | – | Türkei     | 4:0 |
| Österreich | – | Portugal   | 5:4 |
| Italien    | – | Türkei     | 9:1 |
| Portugal   | – | Italien    | 1:5 |
| Österreich | – | Türkei     | 5:2 |

Gruppe B
| Pl. | Land        | Sp. | S | U | N | Tore    | Punkte |
| --- | ----------- | --- | - | - | - | ------- | ------ |
| 1.  | Deutschland | 3   | 2 | 1 | 0 | 014:200 | 07     |
| 2.  | Irland      | 3   | 2 | 1 | 0 | 008:100 | 07     |
| 3.  | Niederlande | 3   | 1 | 0 | 2 | 005:130 | 03     |
| 4.  | England     | 3   | 0 | 0 | 3 | 002:130 | 0      |

|             |   |             |     |
| Irland      | – | Deutschland | 1:1 |
| Niederlande | – | England     | 4:2 |
| Deutschland | – | Niederlande | 6:1 |
| England     | – | Irland      | 0:2 |
| England     | – | Deutschland | 0:7 |
| Irland      | – | Niederlande | 5:0 |

Finalrunde
|             |   |            |     |
| Halbfinale  |   |            |     |
| Italien     | – | Irland     | 2:0 |
| Deutschland | – | Österreich | 6:2 |

|         |   |             |     |
| Finale  |   |             |     |
| Italien | – | Deutschland | 2:1 |

## Weltmeisterschaft 2014
Das vierte Autoball-Event, die TV total Autoball-Weltmeisterschaft 2014, fand am 7. Juni 2014, rund eine Woche vor Beginn der Fußball-Weltmeisterschaft 2014, in der Lanxess-Arena in Köln statt.
Moderator der Sendung war Steven Gätjen, Fieldreporter Elton und Kommentator Frank Buschmann. Als Schiedsrichter fungierte Bernd Heynemann.

### Teilnehmer
| Land               | Teilnehmer        |
| ------------------ | ----------------- |
| Deutschland        | Stefan Raab       |
| Irland             | Joey Kelly        |
| Italien            | Giovanni Zarrella |
| Brasilien          | Aílton            |
| Ghana              | Hans Sarpei       |
| Türkei             | Eko Fresh         |
| Vereinigte Staaten | Bam Margera       |
| England            | Ross Antony       |

### Spielplan
Gruppe A
| Pl. | Land      | Sp. | S | U | N | Tore    | Punkte |
| --- | --------- | --- | - | - | - | ------- | ------ |
| 1.  | Italien   | 3   | 3 | 0 | 0 | 015:100 | 09     |
| 2.  | Irland    | 3   | 2 | 0 | 1 | 012:300 | 06     |
| 3.  | Brasilien | 3   | 1 | 0 | 2 | 003:110 | 03     |
| 4.  | Türkei    | 3   | 0 | 0 | 3 | 001:160 | 0      |

|           |   |           |     |
| Italien   | – | Türkei    | 8:0 |
| Irland    | – | Brasilien | 6:0 |
| Irland    | – | Türkei    | 5:0 |
| Brasilien | – | Italien   | 0:4 |
| Brasilien | – | Türkei    | 3:1 |
| Irland    | – | Italien   | 1:3 |

Gruppe B
| Pl. | Land               | Sp. | S | U | N | Tore    | Punkte |
| --- | ------------------ | --- | - | - | - | ------- | ------ |
| 1.  | Deutschland        | 3   | 2 | 1 | 0 | 014:100 | 07     |
| 2.  | England            | 3   | 2 | 0 | 1 | 007:100 | 06     |
| 3.  | Ghana              | 3   | 1 | 1 | 1 | 005:500 | 04     |
| 4.  | Vereinigte Staaten | 3   | 0 | 0 | 3 | 001:110 | 0      |

|             |   |             |     |
| Deutschland | – | USA         | 7:0 |
| Ghana       | – | England     | 3:4 |
| Ghana       | – | Deutschland | 1:1 |
| England     | – | USA         | 3:1 |
| Deutschland | – | England     | 6:0 |
| Ghana       | – | USA         | 1:0 |

Finalrunde
|             |   |         |     |
| Halbfinale  |   |         |     |
| Italien     | – | England | 3:0 |
| Deutschland | – | Irland  | 4:0 |

|         |   |             |     |
| Finale  |   |             |     |
| Italien | – | Deutschland | 2:1 |

## Weltmeisterschaft 2022
Am 16. Dezember 2022, zwei Tage vor dem Endspiel der Fußball-Weltmeisterschaft 2022, fand in der ZAG-Arena in Hannover die dritte Autoball-Weltmeisterschaft statt. TV-total-Moderator Sebastian Pufpaff trat hierbei, anstelle von Stefan Raab, für Deutschland an.
Moderator war Steven Gätjen, Co-Moderatorin Andrea Kaiser und Kommentator Robert Hunke.

### Teilnehmer
| Land        | Teilnehmer          |
| ----------- | ------------------- |
| Deutschland | Sebastian Pufpaff   |
| Island      | Rúrik Gíslason      |
| Italien     | Stefano Zarrella    |
| Brasilien   | Fernanda Brandão    |
| Nigeria     | Patrick Owomoyela   |
| Türkei      | Eko Fresh           |
| Bahamas     | Jean Pierre Kraemer |
| Frankreich  | Sébastien Ogier     |

### Spielplan
Gruppe A
| Pl. | Land       | Sp. | S | U | N | Tore    | Punkte |
| --- | ---------- | --- | - | - | - | ------- | ------ |
| 1.  | Italien    | 3   | 2 | 0 | 1 | 009:300 | 06     |
| 2.  | Frankreich | 3   | 2 | 0 | 1 | 008:300 | 06     |
| 3.  | Nigeria    | 3   | 1 | 0 | 2 | 004:500 | 03     |
| 4.  | Bahamas    | 3   | 1 | 0 | 2 | 001:100 | 03     |

|            |   |            |     |
| Italien    | – | Frankreich | 1:2 |
| Bahamas    | – | Nigeria    | 1:0 |
| Frankreich | – | Nigeria    | 2:3 |
| Italien    | – | Bahamas    | 6:0 |
| Frankreich | – | Bahamas    | 4:0 |
| Italien    | – | Nigeria    | 2:1 |

Gruppe B
| Pl. | Land        | Sp. | S | U | N | Tore    | Punkte |
| --- | ----------- | --- | - | - | - | ------- | ------ |
| 1.  | Island      | 3   | 3 | 0 | 0 | 013:200 | 09     |
| 2.  | Deutschland | 3   | 2 | 0 | 1 | 012:300 | 06     |
| 3.  | Türkei      | 3   | 1 | 0 | 2 | 002:900 | 03     |
| 4.  | Brasilien   | 3   | 0 | 0 | 3 | 004:150 | 0      |

|             |   |             |     |
| Deutschland | – | Türkei      | 4:0 |
| Brasilien   | – | Island      | 1:6 |
| Brasilien   | – | Türkei      | 1:2 |
| Deutschland | – | Island      | 1:3 |
| Türkei      | – | Island      | 0:4 |
| Brasilien   | – | Deutschland | 2:7 |

Finalrunde
|            |   |             |                            |
| Halbfinale |   |             |                            |
| Italien    | – | Deutschland | 2:2 n. V. (2:2), 1:0 i. E. |
| Frankreich | – | Island      | 1:3                        |

|         |   |        |     |
| Finale  |   |        |     |
| Italien | – | Island | 1:0 |

## Europameisterschaft 2024
Am 8. Juni 2024, sechs Tage vor dem Eröffnungsspiel der Fußball-Europameisterschaft 2024 in Deutschland, fand im PSD Bank Dome in Düsseldorf die dritte Autoball-Europameisterschaft statt.
Moderator war Steven Gätjen, Co-Moderatorin Laura Hofmann und Kommentator Elmar Paulke.
In dieser Europameisterschaft wurde vom Schiedsrichter Heinemann nicht eine einzige gelbe Karte gegen die Fahrer verhängt, obwohl einige Situationen diese gerechtfertigt hätten. 
Da es in der Gruppenphase zu zahlreichen Unterbrechungen durch den italienischen Fahrer Cosimo Citiolo wegen mehrerer langer Diskussionen mit den Helfern, sowie die harte Spielweise des irischen Teilnehmers, Joey Kelly, kam, wurde die Spielzeit in der Finalrunde auf drei Minuten verkürzt. Kelly machte sich durch seine Spielweise bei Mitspielern und Publikum unbeliebt. Sein Finalsieg gegen Deutschland wurde von Buhrufen begleitet.

### Teilnehmer
| Land         | Teilnehmer         |
| ------------ | ------------------ |
| Deutschland  | Sebastian Pufpaff  |
| Schweiz      | Alisha Lehmann     |
| Italien      | Cosimo Citiolo     |
| Schottland   | Nathan Evans       |
| Türkei       | Menderes Bağcı     |
| Griechenland | Panagiota Petridou |
| Niederlande  | Bastiaan Ragas     |
| Irland       | Joey Kelly         |

### Spielplan
Gruppe A
| Pl. | Land        | Sp. | S | U | N | Tore    | Punkte |
| --- | ----------- | --- | - | - | - | ------- | ------ |
| 1.  | Deutschland | 3   | 2 | 1 | 0 | 014:300 | 07     |
| 2.  | Schottland  | 3   | 2 | 1 | 0 | 013:600 | 07     |
| 3.  | Italien     | 3   | 1 | 0 | 2 | 006:150 | 03     |
| 4.  | Schweiz     | 3   | 0 | 0 | 3 | 004:130 | 0      |

|             |   |            |     |
| Deutschland | – | Schottland | 3:3 |
| Italien     | – | Schweiz    | 4:3 |
| Deutschland | – | Italien    | 7:0 |
| Schottland  | – | Schweiz    | 5:1 |
| Deutschland | – | Schweiz    | 4:0 |
| Schottland  | – | Italien    | 5:2 |

Gruppe B
| Pl. | Land         | Sp. | S | U | N | Tore    | Punkte |
| --- | ------------ | --- | - | - | - | ------- | ------ |
| 1.  | Irland       | 3   | 3 | 0 | 0 | 007:300 | 09     |
| 2.  | Türkei       | 3   | 2 | 0 | 1 | 009:700 | 06     |
| 3.  | Niederlande  | 3   | 1 | 0 | 2 | 009:700 | 03     |
| 4.  | Griechenland | 3   | 0 | 0 | 3 | 001:900 | 0      |

|              |   |              |     |
| Irland       | – | Griechenland | 1:0 |
| Türkei       | – | Niederlande  | 4:3 |
| Irland       | – | Türkei       | 3:1 |
| Griechenland | – | Niederlande  | 0:4 |
| Irland       | – | Niederlande  | 3:2 |
| Griechenland | – | Türkei       | 1:4 |

Finalrunde
|             |   |        |     |
| Halbfinale  |   |        |     |
| Deutschland | – | Türkei | 3:0 |
| Schottland  | – | Irland | 0:1 |

|             |   |        |     |
| Finale      |   |        |     |
| Deutschland | – | Irland | 0:2 |

## Einschaltquoten
| Event                    | Datum             | Zuschauer Gesamtpublikum | Marktanteil Gesamtpublikum | Zuschauer 14 bis 49 Jahre | Marktanteil 14 bis 49 Jahre |
| ------------------------ | ----------------- | ------------------------ | -------------------------- | ------------------------- | --------------------------- |
| Europameisterschaft 2008 | 6. Juni 2008      | 1,91 Millionen           | 10,2 Prozent               | 1,44 Millionen            | 17,9 Prozent                |
| Weltmeisterschaft 2010   | 4. Juni 2010      | 2,71 Millionen           | 14,7 Prozent               | 1,97 Millionen            | 25,1 Prozent                |
| Europameisterschaft 2012 | 2. Juni 2012      | 2,01 Millionen           | 09,9 Prozent               | 1,44 Millionen            | 17,8 Prozent                |
| Weltmeisterschaft 2014   | 7. Juni 2014      | 1,43 Millionen           | 08,3 Prozent               | 0,99 Millionen            | 15,5 Prozent                |
| Weltmeisterschaft 2022   | 16. Dezember 2022 | 1,09 Millionen           | 05,7 Prozent               | 0,61 Millionen            | 13,6 Prozent                |
| Europameisterschaft 2024 | 8. Juni 2024      | 0,93 Millionen           | 06,1 Prozent               | 0,44 Millionen            | 14,2 Prozent                |